# 寄生鳞叶草
寄生鳞叶草（学名：Salomonia elongata）为远志科齿果草属下的一个种。其种加词“elongata”意为“长的”。